# Донација
Донација је дар у форми новца, власништва и/или услуга, обично хуманитарној организацији. Вредност поклона се обично одбија од пореза. Индивидуа или правно лице које даје донацију је „донатор” а друга страна је „прималац донације”. У развијеним пореским системима, овај облик ванбуџетске донације социјално-развојном сектору/финансирању цивилног друштва и НВО програма, стимулише се умањењем такси или одбијањем од пореза на имовину и зараду.